# Cereus spegazzinii
Cereus spegazzinii är en kaktusväxtart som beskrevs av Frédéric Albert Constantin Weber. Cereus spegazzinii ingår i släktet Cereus och familjen kaktusväxter. Inga underarter finns listade i Catalogue of Life.

## Bildgalleri

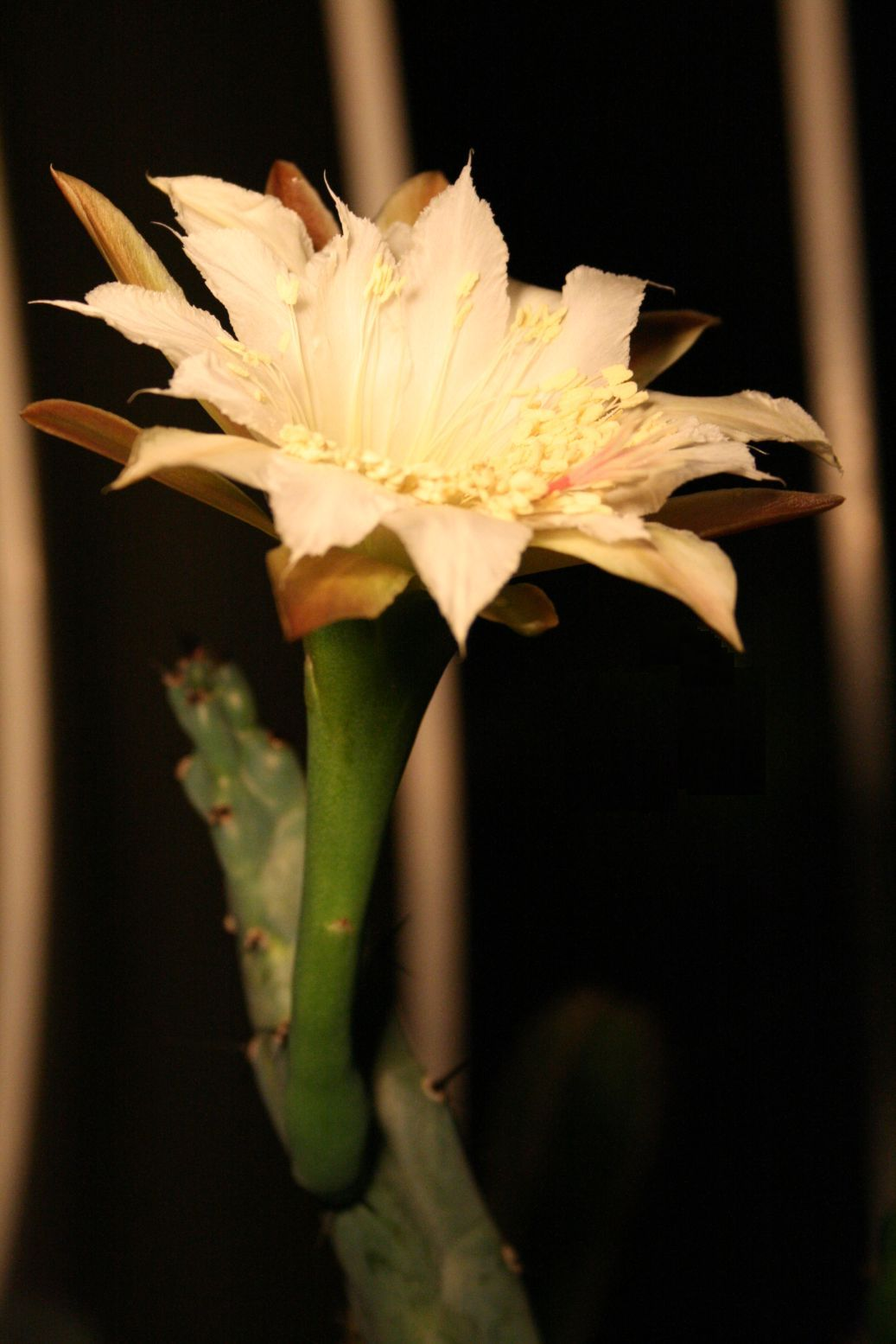
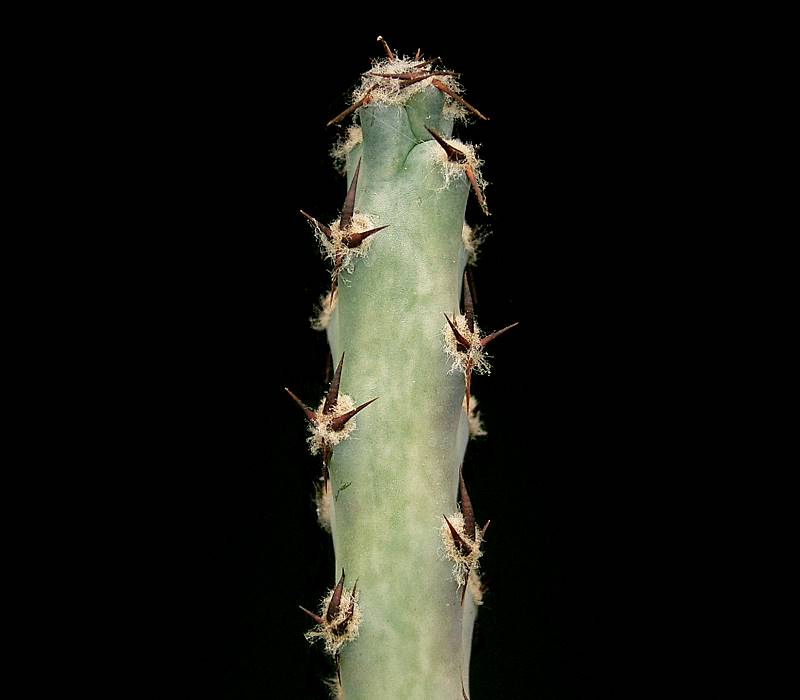
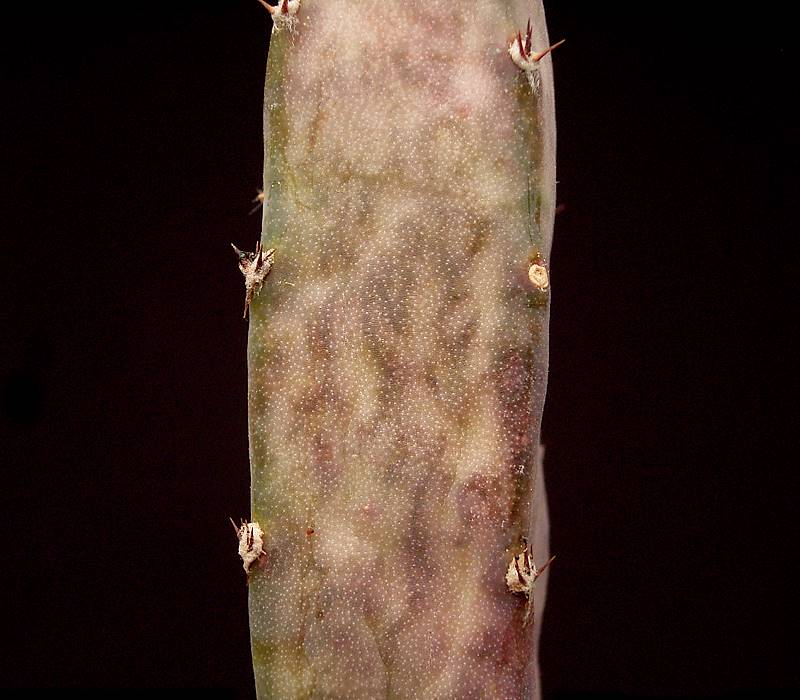
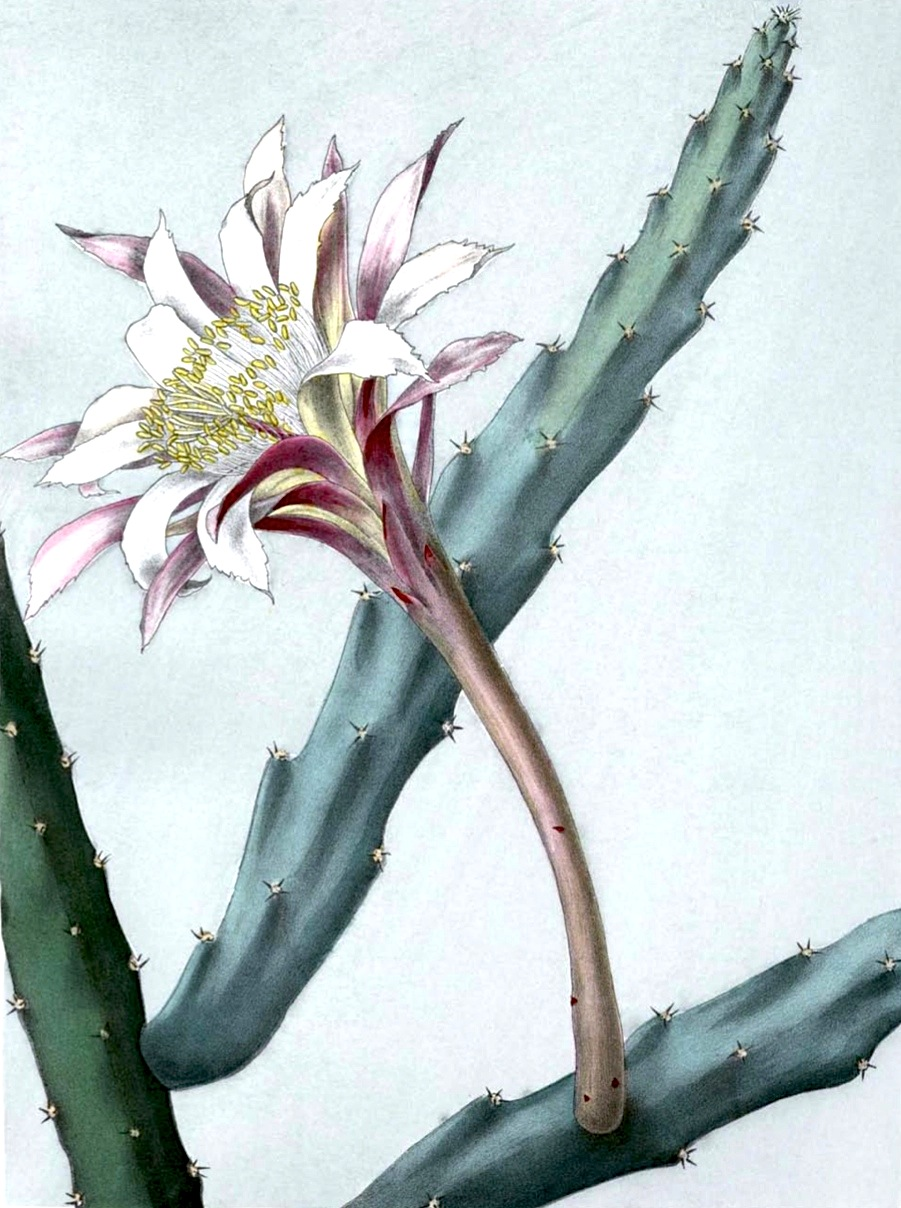